# Pfarrkirche Fischlham

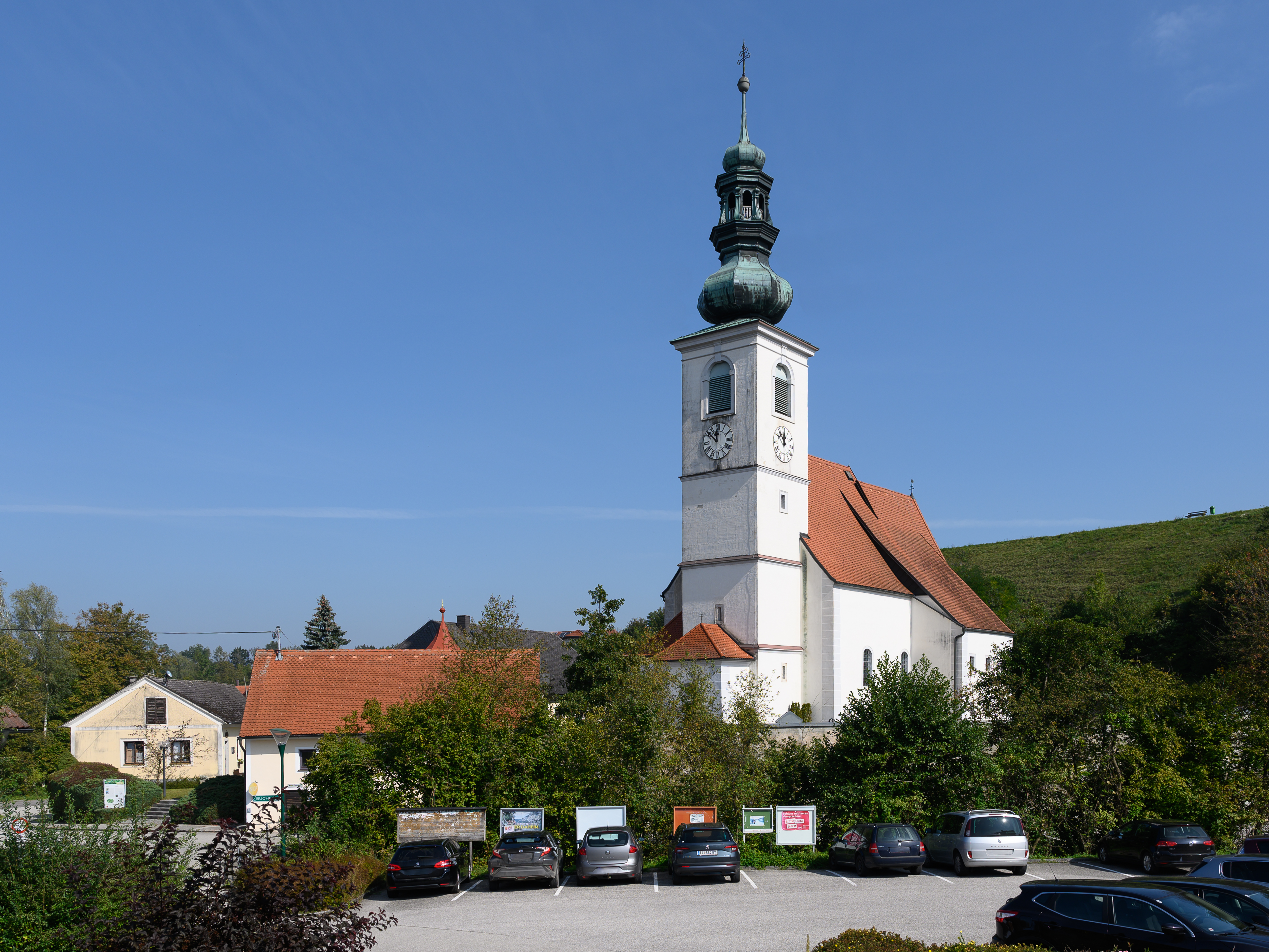
Pfarrkirche Fischlham von Südwesten

Die Pfarrkirche Fischlham steht im Ort Fischlham in der Gemeinde Fischlham in Oberösterreich. Die römisch-katholische Pfarrkirche hl. Petrus – dem Stift Kremsmünster inkorporiert – gehört zum Dekanat Pettenbach in der Diözese Linz. Die Kirche und der Friedhof stehen unter Denkmalschutz.

## Geschichte
Eine Kirche wurde um 1179 urkundlich genannt. Die Kirche wurde 1899 restauriert.

## Architektur

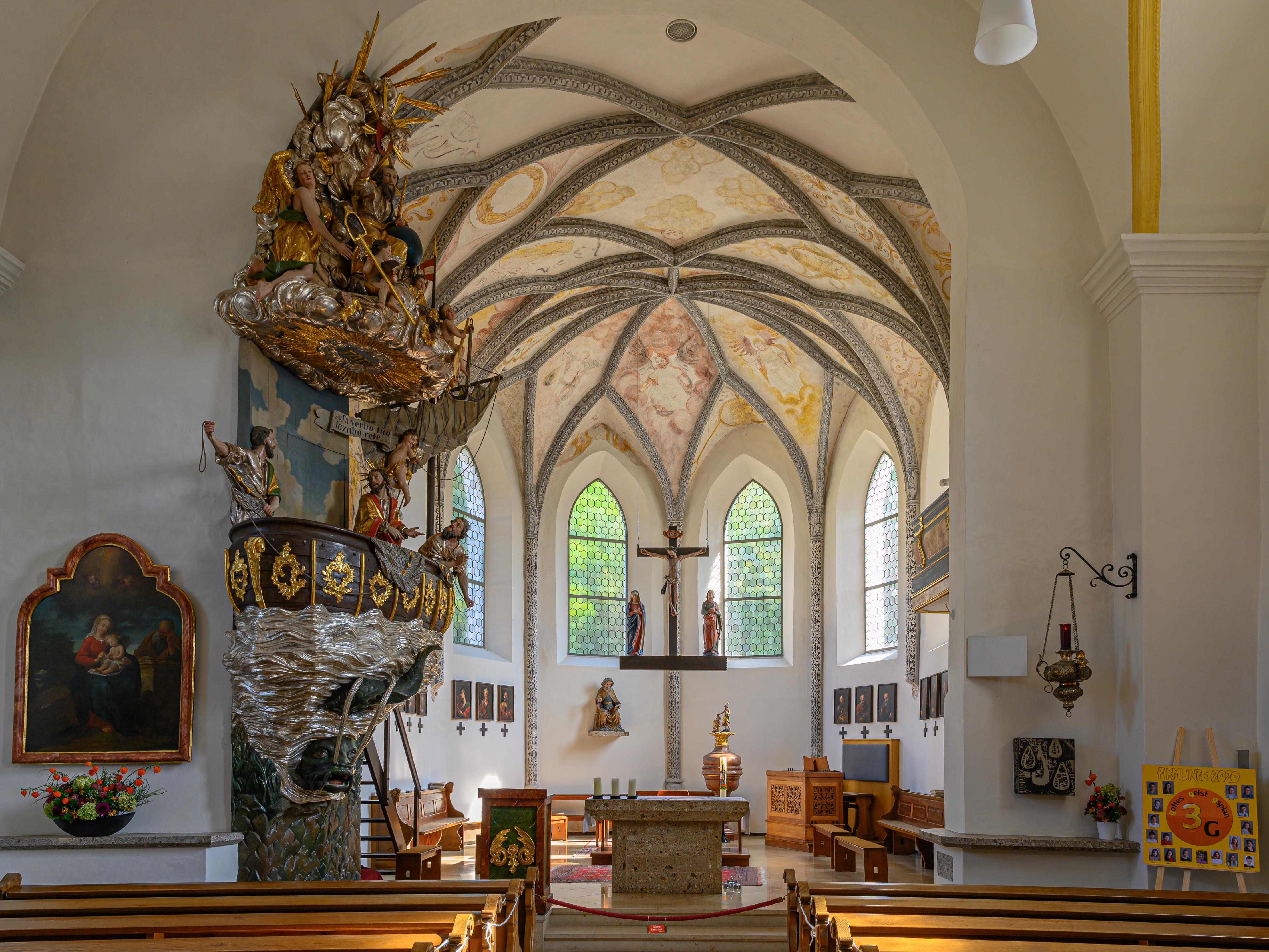
Blick zum Chor

Der gotische Kirchenbau hat ein barockisiertes Langhaus. Der zweieinhalbjochige, netzrippengewölbte Chor aus der Mitte des 15. Jahrhunderts hat einen Vierachtelschluss und ist gegenüber dem Langhaus etwas nach Süden verschoben. Das einschiffige, zweijochige, stichkappengewölbte Langhaus hat eingezogene Strebepfeiler. Das Gewölbe, die Fenster und wohl auch die Südwand des Langhauses sind aus 1674. Der Westturm ist mit 1447 bezeichnet und trägt einen barocken Zwiebelhelm aus 1734.
Das Friedhofstor hat einen Zwiebelhelm von 1609.

## Ausstattung

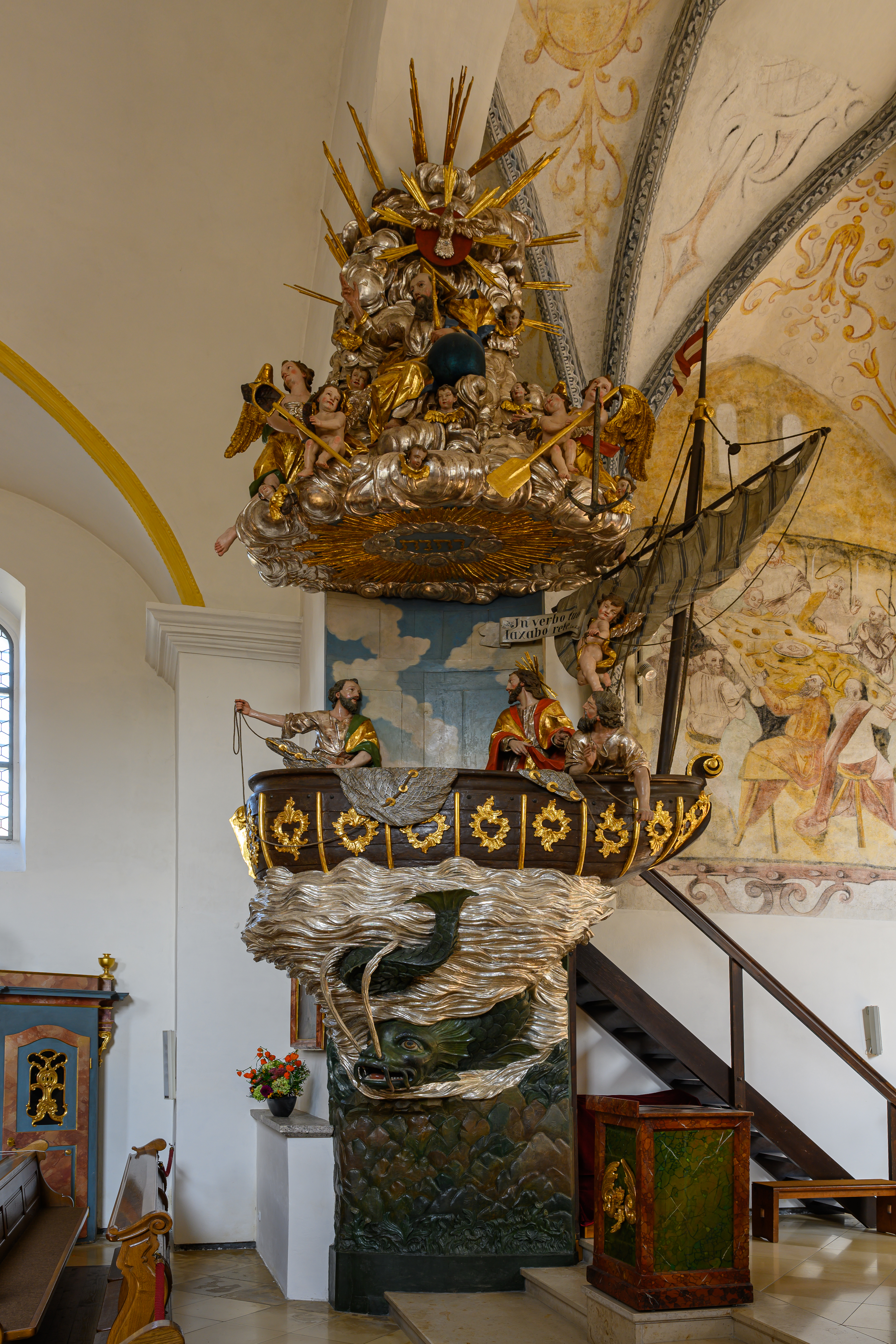
Schiff-Petri-Kanzel

Der neugotische Hochaltar ist von 1880 und beinhaltet vier Reliquiare von 1749. Die Seitenaltäre aus 1715 wurden vermutlich von Johann Urban Remele im Jahr 1881 erneuert. Die Kanzel als Schifflein Petri schufen 1759 der Bildhauer Franz Xaver Leithner und der Maler Adam Racher, beide aus Lambach. Die Kanzel wurde 1850 restauriert.
Es gibt Grabsteine mit lebensgroßen Relieffiguren: Warmund von Oberhaym (Oberhaim), gestorben 1519, Sigmund Jagnreutter, gestorben 1578, Epitaphfigur Jagnreutter von 1573.